# Скот Уайнгър
Скот Ерик Уайнгър (на английски: Scott Eric Weinger) (роден на 5 октомври 1975 г.) е американски актьор, сценарист и продуцент, най-известен с озвучаването на Аладин в едноименния филм на Дисни от 1992 г. Той го озвучава още в редица филми, сериали и видеоигри. Познат е и с ролята си на Стийв Хейл в сериала „Пълна къща“.

## Избрана филмография
- Аладин (1992)
- Аладин и завръщането на Джафар (1994)
- Аладин и царят на разбойниците (1995)
- Уокър, тексаският рейнджър (1999)
- Клуб Маус (2001)
- Какво харесвам в теб (2006)
- Смешно отделение (2006)